# Psephidonus strictus
Psephidonus strictus är en skalbaggsart som beskrevs av Fauvel. Psephidonus strictus ingår i släktet Psephidonus och familjen kortvingar. Inga underarter finns listade i Catalogue of Life.